# ナショナル・ソーシャリスト・ブラックメタル
ナショナル・ソーシャリスト・ブラックメタル（National Socialist Black Metal）は、歌詞やアートワークでナチズムを賛美したり、類似のイデオロギーを表現するブラックメタル。略称はNSBM。国家社会主義ブラック・メタルとも呼ばれる。

## 概要
NSBMの典型はネオナチの思想とペイガニズムや"外国"の宗教に対する敵意を融合させたものである。中にはペイガニズムではなく、サタニズムや神秘学の思想をネオナチの思想と融合させるバンドもいる。NSBMは独立した音楽のジャンルとは考えられておらず、ネオ・フェルキッシュ・ムーヴメントやブラックメタルの中での一つのムーヴメントととらえられているにすぎない。ヴァルグ・ヴィーケネスはブラックメタルシーンにこのような考えを持ち込んだ張本人だと考えられている。もっとも、現在では彼がナチズムと関係したのは、ナチがペイガニズムを受容したこととネオナチがサポートをしてくれたことが理由だと主張している。Mattias Gardellによれば、NSBMミュージシャンは「国家社会主義をブラックメタルが本来持っている政治的、精神的な抗議の論理的な延長線上にあるもの」だととらえているという。
ナチズムの考え方を持っていても、音楽でそれを表現していないバンドはブラックメタルシーンでNSBMと扱われることは一般的にはないが、メディアでNSBMとレッテルを貼られることはあり得る。ショック・ヴァリューを狙ってナチズムを利用しているだけのバンドもいる。

## 歴史
1992年、ブラックメタルシーンの多くのメンバーが教会に放火した。その年の8月、エンペラーのファウストがリレハンメルにて、誘ってきたゲイの男性を殺害する。1993年の8月、バーズムのヴァルグ・ヴィーケネスがユーロニモスを殺害。直後に逮捕される。彼の音楽はノンポリであったが、逮捕後は著作やインタビューでNSBMシーンに似た考えを表明するようになっていく。Blood and Honourマガジンでのインタビューによれば、彼は1992年からネオナチ団体Zorn 88と連絡を取っており、ユーロニモスを殺す前にはホワイト・アーリアン・レジスタンスに加入していたという。ユーロニモスはコミュニストであったが、ヴィーケネスはイデオロギー対立が動機だったわけではないと述べている。収監中、「ヴィーケネスは自身が持つナショナリズムやペイガニズムといったイデオロギーをまとめ始め」 、Vargsmålと命名された著書を完成させた。1996年ごろは、しばらくインターネット上で閲覧できたが、1997年にはノルウェーの出版社から出版されている。
初期のノルウェーのブラックメタルシーンはナチズムを表明していなかった。しかし、ヴィーケネスは、ブラックメタルは「ナショナリズム的(ノルウェー中心主義的)で、人種差別的で、反キリスト主義的な反乱」として始まったが、「ユダヤが支配している音楽産業」によって「乗っ取られて」しまった、と主張している。ユダヤ支配の及んだ音楽産業が、「ポルノや乱交から、ドラッグや同性愛のような、この地上に存在する病的で、反ヨーロッパ的なものすべて」を擁しているようなバンドをプロモートすることによって、ブラックメタルをヨーロッパを破壊し尽くす道具に仕立て上げているというのだ。アブサードのヘンドリック・メーブスはNSBMをノルウェイジャン・ブラックメタル・「ムーヴメント」の「論理的な帰結」だとし、教会放火を「文化的な先祖返りだ」と解釈している。
ヴィーケネスはダークスローンのトランシルヴァニアン・ハンガーに何編か歌詞を提供している。このアルバムは1994年にリリースされ、バックカバーにはNorsk Arisk Black Metal(ノルウェイジャン・アーリアン・ブラックメタル)と印刷されていた。このことが論争を巻き起こした。しかし、ダークスローンは、自分たちは「ナチバンドでも政治的なバンドでもない」と説明している。同じころ、ノルウェーのブラックメタラーのなかにはレイシストのような発言をするものもいた。メイヘムのドラマーであるヘルハマーは、ブラックメタルはファシズムと関連付けられるものであり、「つまり、黒人はここでは歓迎されないってことだ。ブラックメタルは白人のためのものだからな 。」と述べていた。しかし、のちのインタビューで彼はこうも述べている。「ファンの肌の色が白かろうが、黒かろうが、緑だろうが、黄色だろうが、青かろうが、知ったこっちゃねえ。俺にとって、音楽と政治は別のものだ。」
ニクラス・クヴァルフォルスはスウェーデンの報道関係者から、メイヘムのヴォーカリストであったマニアックがシャイニングのライブ中に自らの額にスヴァスティカを彫った件について、直撃取材された。シャイニングはNSBMバンドなのか、という質問に対して、クヴァルフォルスは「レイシズムは愚かだ」と返答し、「肌の色が黒くても、白くても、茶でも、緑でも、なんであれそんなことは関係ない。人類はみな平等に価値がないんだ。」としている。自分の厭人的な見方は人種だとか肌の色に影響を受けることはないし、マニアックが先のライブで使ったスヴァスティカはショックヴァリューに過ぎない、と彼は主張した。
著名なヴォーカリストであるゴールは「ニガー」や「ムラート」を「人間未満の存在」と表現し、ヴィーケネスやヒトラーに対する賛意を表明していた。しかし、それ以来彼もまたこういった言説からは距離を置いている。ゴールはベルゲンで2010年度ゲイパーソン・オブ・ザ・イヤーに選ばれている。
『ブラック・メタルの血塗られた歴史』の著者によれば、1995年にスウェーデンのブラックメタラー3人(NefandusのMika “Belfagor" Hakolaを含む)がリンシェーピングへ「ニガーハント」に出かけた。斧とマチェテを携えて、彼らは黒人男性を「脅」した 。Nefandusはのちに「ナチのシンパとみなされることとなった」が、Belfagorは次のように弁解している。「こんなの真実とは程遠いよ。たぶん、ぼくがまだ若いころにいろんな雑誌で問題発言をしたからなんだと思うけど。世界で一番憎まれているようなバンドでプレイしていたいとまだ思ってたころのことだね。あのころは、挑発的な発言をたくさんしていたよ。でも、ここではっきりさせておきたい。ぼくはあらゆる人種や信条を持った人と仲間だよ。(中略)だから、ナチとかレイシストだってレッテルを貼られるのはすごく嫌なことなんだ。」
同年、ドイツのアブサードはThuringian Pagan Madnessというデモをリリースしている。このデモはメンバーが同級生を殺害した咎で投獄されている時にレコーディングされた。デモのジャケットには被害者の墓の写真とナチスを賛美する文言が掲載されている。このあと、アブサードはNSBMのパイオニアに数えられるようになる。初期のNSBMシーンに含まれると考えられるバンドとしてはグレイヴランドやVeles(いずれもポーランド出身)、Hate Forest(ウクライナ出身)、Spear of LonginusやWaffenbrüder(いずれもオーストラリア出身)などがいる。
NSBMの初のリリースの一例として、ポーランドのLord Of Evilが1994年に発表したデモがあるが、カバーアートには変形させたスヴァスティカが描かれている。このバンドはサタニック・ウォーマスターのマイスペースで影響を受けたバンドとしてあげられていた。
1990年代、最初期のアメリカのブラックメタルバンド(グランド・ベリアルズ・キーやジューダス・イスカリアットなど)の中には、ペイガン・フロントと呼ばれるNSBM団体に加入するものもいた。しかし、のちにジューダス・イスカリアットの唯一のメンバーであるアクエンアテンはこの団体から脱退している。ドイツのバンドであるシークレッツ・オブ・ザ・ムーンのドラマー、テレムナーはアクエンアテンを「ナチなんかではなく、知的な人物としてのみ」知っていると証言している。
ヴィーケネスは長らくNSBMシーンから距離をとっているが、未だにナショナリストとしての信念を持ち続けており、自らをナショナル・ソーシャリストやファシストではなく、「オダリスト」と称している。

## イデオロギー
アブサードのヘンドリック・メーブスはナチズムを"アーリアンジャーマニック・ペイガニズムと関連を持つ「サタニック/ルシフェリアンな力への意志」と「エリート主義的社会進化論」の最も完璧な (そして唯一現実的な！)形での統合"であると考えている。デア・シュテュルマーのメンバーはエソテリック・ナチズムに寄与し、サヴィトリ・デヴィやユリウス・エヴォラの著作に傾倒していた。

### 反キリスト教と反ユダヤ主義
典型的なNSBMバンドのミュージシャンは、キリスト教をユダヤ人の陰謀の産物であると考えている。 ユダヤ人はアーリア人種の"部族信仰"や"原始的"な文化を消滅させることによって、彼らを傷つけようとしているというのである。ふつう、こういったミュージシャンはキリスト教と反ユダヤ主義の正当性を認めない。キリスト教神学の枠組みにおいてナチズムを賛美するジャーマン・クリスチャンムーヴメントの正当性に関しても同様である。デア・シュトゥルマーのHjarulv Henkerはこのように述べる。

キリスト教のようなドグマはアーリア人の世界では存在し得ないと思う。キリスト教とアーリア人の超人的世界観に整合性を持たせることは不可能だ。キリスト教は謙虚さや国家・民族的なアイデンティティの欠如、平等などを教えるが、これらの考えは我々の世界観にとっては非常に異質なものだから。アーリア人的な道徳を体現する個性とジーザスを混ぜ合わせることは不可能だよ。(中略)キリスト教はキリスト教であり、もとよりユダヤ的なものでしかない。あれはユダヤ的な世界支配における媒介物であり、そのように作られているんだ。

### 白人至上主義
典型的なNSBMバンドはヨーロッパの白色人種は他の人種よりも優れていると考える。彼らは"民族衛生学”に関心があり、白色人種の”純血"と伝統文化とを守りたいと考えている。"人種が混ざり合うことで”、白人の伝統文化が何世紀にも渡って”劣化"しているというのである 。このような考え方は、ヒトラーの我が闘争の"民族と人種"の章で述べられている考えと類似している。
ナチの指導者が汎ゲルマン主義と反スラヴ主義をとっていたのに対し、NSBMシーンでは最初期からドイツのバンドとポーランドのバンドが活動している。この矛盾は隠蔽されるか、相対化されるか、もしくは歴史自体が間違いを犯したと糾弾される。ナチスドイツと東欧諸国が同盟を結ぶことをユダヤ人が妨害したのだ、という陰謀論もある。ウクライナのバンドNokturnal MortumのギターヴォーカリストであるKnjaz Varggothはこの矛盾をこう説明している。「ロシアのバンドTemnozerのGoruthは、スラヴ民族とドイツ民族はともにヒュペルボレイオス的アーリア人種の一部だったが、退廃によって今日では差が出てしまったのだ、と考えている。」BlackdeathのPara Bellumはナチスドイツとロシアの戦争は「ヒトラーが唯一犯した間違い」だとしている。

### ナショナル・ソーシャリスト・ペイガニズム
反キリスト主義、反ユダヤ主義や、白色人種は”本来の”あり方に戻るべきだという考え方の一側面として、ほとんどのNSBMバンドはヨーロッパのペイガニズムを支持している。ヘンドリック・メーブスはノルウェーで起きた教会放火を次のように解釈している。
文化的な先祖返りだ。表面的な事象を除いて考えれば、キリスト教以前に存在した中世の状態への急速かつ不可解な回帰だといえる。スイスの心理学者であるカール・グスタフ・ユングが言ったように、古来の元型は我々の集合的無意識から再び現出し、感受性の強い精神に取り憑くんだ。そういう精神は、大概がまだ未熟だから、特に感受性が強いってわけだね。だから、影響されたティーンエイジャーたちは原始的な精神状態になるし、集団パニックに陥ってるみたいに、自分たちの考えを他者にも波及させるんだよ。言うまでもないことではあるが、ほら、突然身の回りに違和感を覚え始めた18歳のガキは自省心なんて持ち合わせちゃいないだろ。
教会放火をおこなっていたような人々もあとあとこのような感情の意味に気づくだろうし、ペイガニズムに共感し、「教会のような文化遺産を保護するようにできている国粋主義に強い関心を」持つようになるだろう、と彼は主張している。
AbsurdのアルバムAsgardsreiのブックレットには、テンプル騎士団、ドイツ騎士団、武装親衛隊がAsgardsreiの戦士として描かれている。Asgardsreiとはバンド自身の定義によれば、信仰心が高いとされているドイツの戦士集団であるという。

### ナショナル・ソーシャリスト・サタニズム
ペイガニズムの他に、NSBMシーンのメンバーは有神論的サタニズムを、サタンをユダヤの神であるヤハウェに相当するアーリア的な神として描く思想だと解釈している。この考え方はしばしば「フェルキッシュ・サタニズム(völkisch Satanism)」もしくは「アーリアン・サタニズム」などと呼称される。The True FrostのChraesvelgoronはナチズムを、サタニズムが政治的な形態をとったものだと考えている。また、人間を社会的動物として、なおかつ人間的なものではなく、神的なものとして、集団的に神格化する思想だとも捉えている。一方、彼のバンドメイトであるSadorassはナチズムを、血と土(フェルキッシュなあり方)を発展させたものであると考えている。また、ナチズムを様々なオカルト思想であり、ダーウィンの進化論と結びついたフリードリヒ・ニーチェの思想であるとも捉えている。ギリシャのブラックメタルバンドNecromantiaやThou Art LordのメンバーであるMagus Wampyr Daolothは『ブラック・メタルの血塗られた歴史』のインタビューで「ファシズムやサタニズムが、どちらも力や精神的、肉体的な超越、責任、適者生存、そしてエリート主義などを支持していることを論拠に、両者に共通項が多々あると考えるのならば、ファシズムとサタニズムの両方を支持するバンドがいても論理的にはおかしくないね。」と答えている。
しかしながら、ペイガニズムや極右を標榜するバンドの多くはサタニズムをキリスト教やユダヤ教の一部であると考えている。また、ノンポリのサタニック・ブラックメタル・ミュージシャンのなかにはペイガニズムを掲げるバンドを見下し、ブラックメタルだと認めないものもいる。彼らの書く歌詞や持つイデオロギーのなかにはサタニズムが含まれていないからである。

## NSBMとホワイト・ナショナリスト・ムーヴメント
ホワイト・ナショナリストの多くは、歌詞の内容や掲げる理想を理由に、NSBMを暖かく受け止めている。しかし、NSBMがロックンロール的なライフスタイルと結びついていることや、そもそもの音楽性を理由に認めないものもいる。だが、『ブラック・メタルの血塗られた歴史』によれば、ノルウェーのブラックメタルシーンにおいて、アルコールや違法ドラッグは重要なものではなかったという。ブラックメタルのミュージシャンやファンが、ヒッピーや左翼を彷彿とさせるような長髪スタイルをとっていることが受け入れられないというものもいる。
ナショナル・アライアンスの設立者であるウィリアム・ルーサー・ピアースは、レジスタンス・レコーズを通して、他のホワイト・ナショナリストによる音楽とともにNSBMも推そうとしていた。音楽が「ナショナルアライアンスを豊かにし、そのメッセージを最も効果的に広めてくれる」と信じていたが故のことだった。しまいに彼は、アブサードのヘンドリック・メーブスがドイツの主権を侵犯したとして、アメリカ合衆国に逃亡してきたときにいろいろな口利きをしている。ピアースはNSBMとレジスタンス・レコーズの思想的なマインドセットや、それがもたらす金銭的な利益を高く評価していたが、音楽自体は彼の個人的な趣味とは違っていた。また、「セックス・ドラッグ・ロックンロール」的な考えや「ネグロイド」の影響を批判してもいる。

## NSBMとブラックメタルシーン
Mattias Gardellによれば、NSBMバンドはブラックメタルシーンの中でもマイノリティであるとのこと。実際、数々の著名なブラックメタルミュージシャンからも拒否され、強く批判されてきた。
権威主義的、集産主義的な要素や”群集心理”などを有していることをナチズムとキリスト教の類似点として指摘するブラックメタラーもいる。このような思想は、多くのアーティストが持つ厭人的な考えと対立する。Benjamin Hedge Olsonは、シーン内でのナチズムの忌避は「"普遍的な人間愛”とか、憎悪の拒絶といった考え方とは何も関係がない」が、「憎悪の対象が具体的で限定的すぎるから」起きているとみている。NSBMバンドやレーベルをボイコットするブラックメタラーもいる一方で、音楽とミュージシャンの思想を分けて考えて、音楽にしか興味がないというものもいる。このような姿勢は、消極的ではあるがNSBMをサポートすることになっているとして、批判の的となることもある。売れてるメタル雑誌はNSBMバンドを無視する傾向にある 。Unheilige Allianzenという本は小規模であるが論争を提起し、Legacyという雑誌にNSBMレーベルの広告が掲載されるのを阻止した。ロック・ハードマガジンの読者の投稿欄でもDer rechte Rand im Black Metal(ブラックメタルの最右端)という記事に対して論争が巻き起こった。
著名なブラックメタルバンドであるDarkthroneは活動開始以来ノンポリのスタンスを貫き通している。ただし、Fenrizはかつてアンチ・アパルトヘイトのデモに参加したことで逮捕されたことがあり、「(政治のような)くだらないことに関わるのはさっぱりやめ」るようになる前に、「他人種に対して心底怒りを覚えるようになった時期」があったと吐露している。Craftのヨアキムは「ナショナル・ソーシャリズムが本物のブラックメタルのイデオロギーと混ざり合うようなことはないと思う。だが、それはレッテルの域を出ない。おれはただ、NSブラックメタルという名称は、音楽のジャンルを指す言葉としては不適切だと思ってるだけなんだ。」という。
NSBMバンドはマレーシアやメキシコなどの”非白人”の国にさえ存在する。
メキシコにはNS的なイデオロギーとアステカ神話を混ぜ合わせたミュージシャンが少数ながら存在する。Nican Tlacaのアー写にはネイティヴ・インディアンの衣装と輝くスヴァスティカを身につけた浅黒い肌の人物が写っている。彼らは歌詞をナワトル語で書いている。

## ANTIFAによる抗議運動
モントリオールで行われる音楽フェスティヴァルMesse Des Mortsの最終日にグレイヴランドの出演が予定されていたが、これに対しANTIFAが抗議した。この抗議を受けて、主催者は安全上の理由からフェスティヴァルの中止を発表した。

## バンド一覧
- アブサード[47][48]
- ゴートムーン（フィンランド語版）[49]
- グランド・ベリアルズ・キー（英語版）[50]

### 英語
- Nicholas Goodrick-Clarke: White Noise and black metal in: Black Sun: Aryan Cults, Esoteric Nazism and the Politics of Identity (S. 193–213). New York University Press, 2002, ISBN 0-8147-3124-4
- Mattias Gardell: Hail Loki! Hail Satan! Hail Hitler! Darkside Asatrú, Satanism and Occult National Socialism in: Gods of the Blood: The Pagan Revival and White Separatism. (p. 284–324). Duke University Press, 2003, ISBN 0-8223-3071-7
- Moynihan, Michael; Søderlind, Didrik (2003) [1998]. Lords of Chaos: The Bloody Rise of the Satanic Metal Underground (Revised and expanded ed.). Feral House

### ドイツ語
- Christian Dornbusch, Hans-Peter Killguss: Unheilige Allianzen. Black Metal zwischen Satanismus, Heidentum und Neonazismus. Münster, Unrast Verlag, 2005, ISBN 3-89771-817-0
- Johannes Lohmann, Hans Wanders: Evolas Jünger und Odins Krieger – Extrem rechte Ideologien in der Dark-Wave- und Black-Metal-Szene in: Christian Dornbusch, Jan Raabe: RechtsRock – Bestandsaufnahme und Gegenstrategien. (p. 287–311) Hamburg/Münster, Unrast Verlag, 2002, ISBN 3-89771-808-1.